# 托雷苏沙尔尼
托雷苏沙尔尼（法語：Thorey-sous-Charny，法語發音：[tɔʁɛ su ʃaʁni]，意为“沙尔尼下方的托雷”）是法国科多尔省的一个市镇，属于蒙巴尔区。

## 地理
托雷苏沙尔尼（47°19'26"N, 4°26'48"E）面积11.54 平方千米，位于法国勃艮第-弗朗什-孔泰大區科多尔省，该省份为法国中东部省份，北起奥布省，西接涅夫勒省和约讷省，南至索恩-卢瓦尔省，东南接汝拉省，东临上索恩省，东北部与上马恩省接壤。
与托雷苏沙尔尼接壤的市镇（或旧市镇、城区）包括：圣蒂博、伯里佐、布朗塞、沙尔尼、旧日塞、蒙圣让、努瓦当、诺尔米耶。

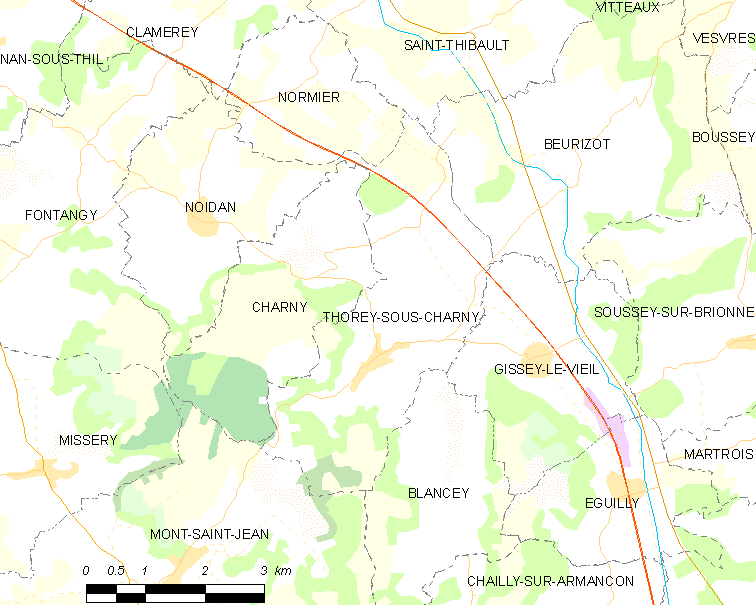
托雷苏沙尔尼的OSM定位图

托雷苏沙尔尼的时区为UTC+01:00、UTC+02:00（夏令时）。

## 行政
托雷苏沙尔尼的邮政编码为21350，INSEE市镇编码为21633。

## 政治
托雷苏沙尔尼所属的省级选区为欧苏瓦地区瑟米尔县。

## 人口

1962-2008年间托雷苏沙尔尼人口变化图示

托雷苏沙尔尼于2022年1月1日时的人口数量为193人。